# あそびあそばせ
『あそびあそばせ』は、涼川りんによる日本の漫画。白泉社の漫画雑誌『ヤングアニマル嵐』2015年6号に読み切り作品として掲載後、白泉社のWebコミック配信サイト『ヤングアニマルDensi』にて2015年6月26日より連載を開始。第30話からは同社の『ヤングアニマル』に移籍して、2016年23号から2022年22号まで連載された。2022年11月時点で累計発行部数は220万部を突破している。
さまざまな遊びに興じる「遊び人研究会」で活動する3人の女子中学生たちの日常を描いたコメディ漫画。作品コンセプトは「美少女×お遊戯コメディ」。可愛らしい絵柄とそこからことごとく離れた顔芸やシュールギャグが特徴で、単行本発売後、Twitterの口コミで人気が沸騰し、緊急重版が決定するなど話題を呼んだ。後に白泉社のCMでも「表紙詐欺」を表に出した映像が制作された。その流れはアニメ版にも継承されており、本編の内容と似ても似つかないオープニング映像は「OP詐欺」とも呼ばれている。

## あらすじ
中学2年生の本田華子はスポーツ万能で勉強も学年2位の才能に恵まれた少女である。そんな華子には悩みがあった。学校にまだ一人も友だちがいなかったのだ。華やかでキラキラした女の子たちに憧れはするものの自分はそんなふうにはなれないと物怖じばかりしていた。
そんなとき、クラスに外国人の(ふりをしている）オリヴィアが転校してきた。オリヴィアとは不思議とすぐに打ち解けられた。いっしょに遊んでいると「うるさいです」と同じクラスの寡黙な女の子・野村香純に注意された。しかし、オリヴィアはそんな香純をも引き込み、三人は仲良くなっていく。
本作は、本田華子とオリヴィア、野村香純との出来事を中心に、乙女たちの学園生活を描いた作品である。

## 登場人物

### 遊び人研究会
略称はあそ研。主要人物たちが所属する、生徒会非公認の同好会。名称は「リア充っぽい」という理由で華子によって名づけられた。生徒会には無届出で空き教室を部室にしている。部員三人はクラスメイトでもある。
略称しか知らない人物からは、よく阿蘇山研究会と勘違いされる。
本田 華子（ほんだ はなこ）
声 - 木野日菜
本作の主人公のひとり。泣き虫であり活発なおさげ髪と薄い胸が特徴の美少女。中学2年生（14歳）。家族構成は父・母・弟・祖父・執事の前多・猫。
文武に優れた努力家で、実家は大金持ちという恵まれた環境に生まれたが、独特の思考回路や貧相な発想が原因で、リア充のカテゴリーからは外れている。自分もリア充になりたいという思いからソフトテニス部に所属していたが、練習や試合に追われて目的が果たせないことから退部し、あそ研を立ち上げる。
退部理由は不純だがテニスの腕前はかなりのものであり、あそ研がソフトテニス部に喧嘩を売った際に顧問教師が「どんな汚い手を使っても絶対引き戻せ（要約）」と部員に命じた程。
常軌を逸した言動と行動で周囲をふり回し、そのたびに「顔芸」と呼ばれるさまざまな独特の表情を見せる。
そのため学校の人間から、あそ研に対する苦手意識を持たれる原因は殆ど華子にある。
三人のなかでは一人だけ化粧をしたことがなく、これにつけ込んだオリヴィアに2発顔面を殴られたような化粧を施されることもある。自分の薄い胸を気にしており、よく香純に嫉妬するあまりに変顔になる。独特かつ悪魔的センスを持ち、尋常ではない私服や特注衣装を好む。自分の写真や動画を加工する際にもその壊滅的なセンスが露呈した。前多との結婚願望があったことが明らかになった。
極端な内弁慶であり、慣れていない人間にはクラスメイトであっても敬語で話し、かなり腰の低い態度を取る反面、少しでも慣れると例え先輩であっても一方的に日常生活の不平不満を爆発させるようになる。
素の華子を初めて見た人間から大抵驚かれる。
オリヴィア
声 - 長江里加
本作の主人公のひとり。ロングウェーブヘアで、金髪碧眼の美少女。髪型はよく変わる。家族構成は両親と兄。
外国人の両親をもっているが、生粋の日本育ちのため英語はまったく話せず、成績も低い一方、国語が得意ではあるが、そもそも勉強そのものが嫌いで、1学期の期末テストでは全科目赤点を取るほど成績は下がり続けている。
華子をからかうのが面白いという理由で、初期は片言でしか日本語が話せない風に装うが、すぐにばれて普通に話すようになる。ただし、この事実を知っているのはあそ研メンバーと教師陣のみで、ほかのクラスメイトからはいまだに英語のネイティブスピーカーだと思われている。当初は頭の悪い言動や行動が多いが、上記のように大半は演技であり、次第にあそ研のなかでは常識的な人物として描かれるようになる。ただし、適当なノリで行動する性格ではあるため、それで痛い目に合うこともある。将来の夢は相撲取りだったが、男性しかなれないことを知らされて落胆する。
罰ゲームで嗅いだ華子がのた打ち回るほど腋の臭いが強烈で、当初は華子に気遣われて事実を伏せられたが、学校のスキャンダルが記載された「バナナ文書」で初めて事実を知る。また両親の国が開発した菌を探して検出するアプリ「バクテリGO」での調査により両腋にアラームが鳴るほどの大量の菌がいることや、腋毛も生えはじめていることが判明する。
自らを「メリケン帰りの転校生」と言っているが実際には国名を明言しておらず、作中でも意図的に伏せられている。吸血鬼から「ヴァンパイアハンターの多いと言われてるあの国」と指摘されるが、うやむやになっている。兄同様に吸血鬼にとって不味となる毒の血を受け継ぐ “闇狩り師の一族の末裔”らしいが、真相は不明。
基本的に裏表の無い明るい性格のためか、あそ研が苦手でも彼女を苦手とする人物は登場していない。
吸血鬼にかけられた「血の呪い」の後遺症の為か1日10時間は寝なければいけない体質になっており、そのせいでよく授業中に居眠りをしている。
野村 香純（のむら かすみ）
声 - 小原好美
本作の主人公のひとり。ボブカットと眼鏡、大きい胸が特徴の美少女。家族構成は父と姉、猫がいることが明かされている。
基本的に真面目で礼儀正しい性格で、常に敬語で話す。当初はクールな雰囲気だったが、徐々に穏やか物腰で話すようになる。恥ずかしがりな一面もあり、よく赤面している。怒ると顔つきが豹変し、暴力的な一面を見せる。潔癖症。
英語の成績は1、2点と壊滅的に悪く、オリヴィアにさまざまな遊びを教える代わりに英語を教えてくれるよう頼んだことが、あそ研結成の遠因となる。オリヴィアが英語を話せないことを知ってからも、引き続きあそ研に所属する。BL小説の執筆を趣味としているが、実物の男性は苦手。時度学校に前多が現れると怯える。
当初は、幼少期によく姉と「遊び」をして負けては罰ゲームを受けていたことから、「遊び」自体を嫌っていた。現在は楽しんでいるものの、使い走りのような罰ゲームはいまだに嫌がっている。しかしその経験からか、あそ研がおこなう「遊び」ではほかの二人より一枚上手な描写が多い。
英語はあくまでネイティブに教わりたいと言う無駄なプライドのせいで英語の成績は一向に良くなっておらず、英語で18点を取って赤面するオリヴィアに対して「持てる物の贅沢な悩み」と発言するほどに進歩していない。
あそ研三人での時間を大切にしており、あそ研に何かと絡んでくる新聞部と美術部に対して並々ならぬ怒りを募らせている。

### 超常現象科学部
通称は「超学部」だが、作中ではオカ研と呼ばれる。生徒会公認の部活だが、5人いた部員のうち2人は卒業、1人は転校、1人は「転送」（のちに復帰）のため、部員不足による同好会降格の危機にさらされている。
岡（おか）
声 - 金澤まい
2年4組。あそ研メンバーたちからは「岡さん」、アグリッパからは「るう」と呼ばれているがフルネームは不明。魔法使いのようなとんがり帽子とぎょろ目が特徴のオカルトマニア。アグリッパが痔の手術のために入院したことを知らず、どこかへ「転送された」と信じていた。
オカ研の部員不足で悩んでいたところ、コックリさんを行っている最中のあそ研部室前を通りかかったことであそ研と接点をもつ。呪術的な遊戯に詳しく、あそ研メンバーを恐怖に陥れる。
アグリッパ / 間桐 あぐり（まとう あぐり）
声 - 戸田めぐみ
2年1組。岡と同じとんがり帽子を被っていて、おさげ髪とタレ目が特徴の美少女。一時期「転送された」という名目で重度の痔の手術で入院するが、後にオカ研に戻る。
常人とはかけ離れた美的センスをもつ一方で、自分の胸の小ささに悩むといった少女らしい一面をもつ。祖母直伝の魔法の薬を所持しており、それを入れられたクッキーを食べた国語教師はクッキー依存症になってしまった。

### 新聞部
東棟2階の掲示板に新聞を毎月掲示している。しかし、華子に「一度も新聞を見たことがない」と言われてしまうなど、新聞の存在はあまり知られていない。部員は3名が登場している。
來米 躑躅（くるめ つつじ）
とても天真爛漫な新聞部の部長。前髪を短く切った姫カットが特徴の美少女（後に前髪が伸びてイメチェンした）。マスコミ志望でスクープを追い続ける好奇心旺盛な性格だが、意外と根は小心者で面倒見の良い常識人。
あそ研に先んじてバナナ文書を盗み出し、青空つぐみと華子の秘密を校内放送で暴露しようとする。しかし、オカ研が作った野菜ジュースを無理矢理飲まされた結果、暴露しようとすると「ヤサイジュース」としか話せなくなる呪いをかけられてしまう。以降はあそ研（主に華子）の奇行に怯えながらも、なにかと縁があり部員ともども交流を深める。
華子のツイートをシェイクスピアの引用と気付かずに感心してしまう等、素直な性格をしている。名前の漢字が難しいのでテストで書く時に面倒くさいのが悩み。
美術部の部長からは「つーちゃん」の愛称で呼ばれている。
七種 なずな （さえぐさ なずな）
新聞部の副部長。左側の一部を三つ編みにしたロングヘアと眼鏡が特徴の美少女。冷静沈着で理路整然としておりクールな印象だが、実際はややオカルトに傾倒していて天然気味な性格。
博識で洞察力も鋭いが、飛躍した結論に至ってしまうことが多い（華子のツイートを読んで華子が未来人ではないかと疑う等）。行動派で意外と常識人な躑躅とは凸凹コンビだが、好奇心旺盛な性格は似ていて仲が良い。
オリヴィアとはとある一件を通じてスールの契りを交わしている。オリヴィアが英語を喋れないことをすぐ看破するも、アドバイスを送り悩みを解決したことでオリヴィアから慕われるようになる。
美術部の部長からは「ぺんぺん」の愛称で呼ばれている（なずなの別名である「ぺんぺん草」に由来）。
久保田 みゆき（くぼた みゆき）
いつもスマホを手にしているウェーブボブの美少女。華子、オリヴィア、香純のクラスメイトで、教室の席は華子の後ろ。新聞部員であると判明する前にも作中に何度か登場している。香純と青空の秘密を知っているが「私と（新聞部の）部長だけが秘密を知っている方が面白い」という理由で誰にも口外していない。本田健太郎と並ぶ作中トップクラスの常識人である。
ポーカーフェイスで何事も一歩引いて物事を見ている。躑躅、なずななど周りの突飛な言動（みゆきはバカと思っている）に心の中でツッコミを入れながらも、脱線しがちな人たちをサポートをしている。
女子高の向かいの男子校に母親の再婚により同い年の姉弟となった久保田たかしがいる。たかしが女に対してフットワークが軽いため苛立っているが、たかしのマザコン疑惑を晴らしてあげるなど家族に対する思いやりと同時にたかしに対する恋愛感情も持っている。しかし義弟に告白する勇気はない。

### 美術部
生徒会長から「本校の鬼才集団」「キ○ガイ集団」、副会長からも「綿密に打ち合わせできなさそうな人種」と言わしめる存在。文化祭のポスターや学校のゆるキャラを作成した。部員は3名が登場している。
利屋 ねる（としや ねる）
美術部部長で3年生。新聞部部長や副部長とは1年生の時からの付き合いで、部長のことは「つーちゃん」、副部長のことは「ぺんぺん」と呼ぶ。部員からは「シャネル」の愛称で呼ばれている。華子とは「華子嬢」「シャネル先輩」と呼び合うほど親しくしており、無知な華子に性教育を施そうとした。部活中はガスマスクを着用している。謎の草を磨り潰したものを吸ってキマったり、謎の草を栽培する許可を生徒会に求めるなど奇行も目立つ。
絵に関して天才的な技術力を持ち、崩れた絵の贋作を非常に高いクオリティで制作した。
しかし、躑躅に「才能と引き換えに変態という呪いを貰った」とまで言われるほどの倒錯的な趣味を持つ。
2年生までは躑躅となずなから嫌われる事を恐れて本性を隠していたが、華子から貰った60葉のクローバーを潰して吸い込んだ事を切っ掛けに、現在のように本性を隠さずに接するようになった。
鈴木 幸子（すずき さちこ）
3年生。部員からは「エルメス」、躑躅からは「さっちゃん」、なずなからは「幸子さん」と呼ばれる。普段はペストマスクを着用している。造形の天才で、本物と見分けのつかないうんこを作り、生徒会長の机の上に置くいたずらをした。
マスクを装着している間は比較的大人しいが、外すと口数が多くなり思った事をハッキリ言うようになる。
雲母 美優（きらら みゆう）
3年生。部員からは「ミュウミュウ」の愛称で呼ばれる。常に少女の顔のマスクを被っている。趣味は魔法少女のコスプレ。
魔法少女の衣装デザインは壊滅的で、美優と同様に変人扱いされている幸子とねるからも心の病を疑われていた。

### 生徒会
生徒会長
声 - 井上ほの花
本名不明。華子たちが通う女子校の生徒会長。眼鏡をかけている。あそ研の行動に手を焼くことが多い。一見大人しそうにしているが、突然生徒会長らしい威圧感を出すこともある。
女子校の向かいの男子校へのお使いに行くのに際しては自身を「おビッチ」と呼び、周囲の生徒が引くくらい全身で喜びを見せた。
生徒会副会長の、脅迫とも言える応援演説で生徒会長に就任した為に、ほとんどの生徒達からは誰が生徒会長をやっているのか覚えられていない。
生徒会室でお向かいの生徒会長が気絶していた際に即座に湖への遺棄を提案したり、幻覚作用のある草や薬物に妙に詳しかったりと黒い部分があり、とある映画の主要人物が会長に似ていると言われた事がある。
生徒会副会長
声 - 金澤まい
本名不明。華子たちが通う女子校の生徒会副会長。向かいの男子校の生徒会全員と六股するほどのリア充。
本来の容姿は地味で性格も暗かったが、化粧とカラコンにより現在の容姿を得て性格も180度変わった。すっぴんを見られるのを極度に嫌うが、学校では化粧は校則により禁止のため、生活指導教師の前でだけ水をかぶって化粧を落としている。
双沢 ゆみこ (すごさわ ゆみこ)
華子のクラスメイトの天真爛漫な少女。
生徒会で会計をしている。
美才とは幼少からの親友であるらしいが、美才の彼氏である隆司を好きになってしまい、後に隆司を巡って美才と修羅場を繰り広げた。
その結果逃亡した隆司に愛想を尽かした様に見せたが、未だに隆司を諦めていないようである。
双沢 ゆうこ (すごさわ ゆうこ)
生徒会で書記をしている少女。
同じく生徒会に所属しているゆみことは双子の姉妹であり、瓜二つの容姿をしている。
性格はゆみことは違い、若干内気で控えめであり、生徒会一の常識人である。
ゆみこの真似が下手で、真似をしようとすると空回りし、ゆみこに双子が居る事を相手が知らなくても本人で無いと気づかれてしまう程。
生徒会には生徒会副会長の「双子をもっと近くで観察したい」と言う好奇心から、ゆみこ共々推薦された。

### あそ研を取り巻く人物
樋口 千紗都（ひぐち ちさと）
声 - 前川涼子
華子たちのクラスの副担任で、担当科目は英語。華子たちと同じ中学校の卒業生で、先輩にあたる。
幼稚園からずっと女子校育ちで、その環境に慣らされて生活していた結果、母親が自分を生んだ年齢を追い越していたアラサー未婚女性。恋愛のテクニックを学べると早とちりしてあそ研メンバーたちと接触し、なし崩し的にあそ研の顧問となる。少女漫画好きであり、好きな男性像も現実では存在しえないほど理想が高い。結婚願望はあるが、男性が苦手。
映画『タイタニック』が上映された時代、友人の安藤と聖の三人であそ研と同じ教室で活動していた「映研」という部活に所属していた。当時から理想が高く、安藤が映研に持ってきたiMacに「石油王と結婚して億万長者になって海外でセレブな生活を送っていますか？」と将来の自分にメッセージを書いていた。
済南（さいなん）
声 - 増谷康紀
華子たちのクラスの担任の中年男性。担当教科は国語。作者の前作『りとる・けいおす』の教師と同じ容姿である。
あそ研の遊びに対しリアクションをちゃんと取ろうとするなど生徒思いの面もあるが、それが原因で散々な目にあっている。
小学生探偵の影響でオリヴィアの小便（実際はただの水）を舐めるような動作を行うなど変態性も高い。
オカ研から貰った「魔法のエッセンス」入りのクッキーを食べた影響で、クッキーを見ると正気を失う程のクッキー中毒になってしまう。
その後症状が悪化し、再びオカ研に貰ったクッキーを食べるために、オカ研の二人に血液を捧げる奇行に走るようになってしまった。
済南が捧げた血液は書庫に棲む吸血鬼の貴重な食料となっており、吸血鬼曰く、済南は「劇薬に蝕まれている」らしい。
高柳（たかやなぎ）
声 - 斎賀みつき
華子たちが通う女子校の生活指導教師。男性と見まごうほどの顔つきと体格の持ち主。3年生の水泳部部長とは姉妹であり、容姿も似ている。
生徒の違反物品持ち込みには厳しく、常習犯であるオリヴィアをよく注意している。
目の前でコウイチ君が飛び降りる光景を見せられたり、華子がツイッターに制服を着た華子自身の卑猥な写真をアップしていると勘違いさせられて卒倒する等、華子が関係する出来事で散々な目に遭っている。
松戸（まつど）
華子達の通う女子校の男性教師で、3年生の理科を担当している。
見開かれた目と乱れた長髪が特徴で、言動と相まって初対面の華子から非常に怖がられた。
樋口に好意を持っており、樋口があそ研の顧問をしていると知った際に、既に新聞部と園芸部の顧問をしているにも関わらず　強引にあそ研の副顧問に願い出た。
同族嫌悪からか美術部の3年生が苦手で、あそ研の副顧問を賭けたゲームの最中、ねるがあそ研を訪れた際に動揺していた。
前多（まえだ）
声 - 置鮎龍太郎
華子の家が雇っている執事の男性。華子や弟の健太郎が幼少のころから雇われており、家族同然の付き合いである。
華子を「華子様」と呼び、過保護に尽くしている。突然、華子の後ろから登場することが多い。博識であるが、将棋やボードゲームには詳しくない。大学生のころに全身黒づくめの男たちに拉致され、尻からビームを出せるようになった。そのことで非常に悩んでいた時に、華子の祖父に救われる。腹の調子が悪くなるとビームで度々本田家のトイレを度々壊しており、華子から迷惑がられている。
華子の父
本編未登場。
華子の母
声 - 関根明良
声のみの登場。華子曰く貧乳であるらしい。
本田 健太郎 （ほんだ けんたろう）
声 - 筆村栄心
華子の弟。華子からは「健ちゃん」と呼ばれている。小学生でありながら精神年齢が高く、ベクトルを理解するなど非常に聡明。作中では1番まともな登場人物。
前田の尻からのビームをつい最近まで喜んでいた華子の精神面を心配しており、実際に彼女達に会うまで、香純とオリヴィアを華子の空想上の友達だと思っていた。
遊びの楽しさに目覚め始めるが、残念な姉に最後の最後ですべてを台無しにされた。
華子の祖父
声 - 島田敏
華子と健太郎の祖父。本名は不明で、華子から「じいじ」健太郎からは「お爺ちゃん」前多には「お爺様」と呼ばれている。
下品な発言が多く、華子に対してセクハラ紛いの発言をしてしまう事が多々ある。
天才的な技術者であり、外見や中身まで本人と全く区別がつかないアンドロイドや、平行世界と通信できる機械を発明した。
普段は前多と共に、主にAIの研究やアンドロイドの開発を行っており、実験の際には大抵華子やクラスメイトが巻き込まれる。
かなりの高齢であり、日本軍の兵士として戦争に参加していたらしい。
オリヴィアの兄
声 - 森川智之
本名不明。黒色のロングヘアーにサングラスをかけアキバ系ファッションという小太りの男性。武士風の独特な口調の日本語を話す。
その出で立ちからオリヴィアと血が繋がっていないのではないかと疑われたが、同じ碧眼であったため疑惑は晴れた。趣味に関しては没収された雑誌を取り返すために土下座をするほどの執念を持つ。普段の言行は所謂ステレオタイプのオタク然としているが、スマホのメッセージは紳士的でイケメンそのもの。また、オリヴィアからは兄として非常に慕われている。
妹とは違い、海外の大学を飛び級で卒業して博士号を2つ取得している秀才である。
華子たち女子中学生を性的に見ている節があり、彼女らを「生中/なまちゅう（生の女子中学生）」と呼ぶ。
あそ研メンバーと生徒会副会長が取っ組み合いをしていた際、その光景にモジモジしながら絶頂しかけていた。
かつては妹同様の美形であったが、妹にかけられた呪いを解く代償として美しさを奪われた。

香純の姉
声 - 千菅春香
声のみの登場。考古学者でありエジプトに住んでいる。素行のせいで香純から全く尊敬されていない。
青空 つぐみ（あおぞら つぐみ）
声 - 悠木碧
2年2組。華子たちの学年で1番かわいいと評判の生徒。一人称は「ボク」。
重大な秘密がある模様でそれを示唆するような描写もいくつかあるが、今のところ明言はされておらず真相は有耶無耶となっている。その秘密や、香純を度々助けたり口づけをしたりといった行動が原因で彼女に悪夢を見せ暴走の引き金になったことがある。『ストップ!! ひばりくん!』の主人公・大空ひばりのパロディだがこちらは銀髪であり真相もあやふやにされている。
将棋部部長
声 - 前川涼子
勝気で仲間思いの女子。あそ研と部室の教室を取り合いのため、ズック飛ばしで勝負をした。土手から自転車で駆け下りジャンプしズックを飛ばすことで勝利するが、着地に失敗して全身複雑骨折をしたため自宅学習をすることになり、将棋部は部長の家で部活をすることになったためあそ研の部室はそのままになった。
以後も時々登場し全身包帯のミイラ女のような姿になっておりあそ研への復讐の機会を虎視眈々と狙っている。
藤原（ふじわら）
声 - 内田秀
華子たちの同級生で、平安時代の貴族女性のような雅な容姿を持つ。
その容姿から古文が大得意と思われているが実際は苦手。逆に英語はネイティヴ並みに得意とし、会話をする際はもとより思考の際にも日本語と英語が交じる。
オリヴィアに代わって英語のスピーチを務めるが、この一件でオリヴィアに疑問を持ち、華子との会話を盗み聞きして確信に至った。その後、香純と青空に与えられたショックにより容姿通りの古文の才能が開花した。
遊び人四天王
声 - 金澤まい
華子たちが通う女子校の近くにある超お嬢様校、聖・淑女学園の生徒で、本名は紗礼頭徳子（しゃれこうべとくこ）。ガングロの渋谷系ヤマンバメイクファッションという姿をした生徒。
遊び人四天王の一人と言われるようになったのはその隣の男子校生徒とほとんど関係を持ったためであるらしい。一方で全国模試で100位以内に入る頭脳の持ち主であり、藤原北家の流れをくむ家柄の正真正銘のお嬢様である。
落語研究会に所属しておりその噺の腕前はかなりのもの。また、琴も弾ける。
安藤 梅子（あんどう うめこ）
声 - 関根明良　(テレビアニメ第4話）、戸田めぐみ（テレビアニメ第5話）
樋口の友人で、聖・淑女学園の教師。樋口と同じく華子たちの女子校のOGであり、同じ教室で樋口と聖の三人で映研に所属していた。
当時は「としお」という彼氏がおり、実の父親ではないと思われる存在からPHSをプレゼントされるなど三人の中では一番異性との交流が多かった。
自身が映研に持ってきたiMacに、「25歳くらいで結婚して、子供を産んで幸せに暮らしてますか？」と将来の自分へメッセージを書いていたが、現在まで独身である。
聖（ひじり）
声 - 石見舞菜香
フルネームは不明。樋口の友人で主婦。樋口・梅子と同じく華子たちの女子校のOGで、映研とプロレス同好会に所属していた。
当時モテていたが結婚願望がなく、プロレス好きで全日本女子プロレスに入団することが夢であった。iMacに書いた将来の自分へのメッセージも「第二のクラッシュギャルズになっていますか？」であったが、現在では3人の中で唯一結婚して後述の赤ん坊を授かっている。
赤ん坊（ダニエル）
声 - 木野目望、岩田光央
名前は不明。聖の子供で学内で一時預かっていた赤ん坊。あそ研三人の母性本能を刺激し喜ばせる一方で、赤ん坊とは思えない仕草や行動をする。アニメ版では、泣き声に交じって「アタラシイオモチャミツケタ」と語る。
鎮江（ちんこう）
華子たちが通う女子校のおむかいさんの男子校の生徒。お洒落なオネエ系男子で、生徒会副会長に化粧のレッスンをし彼女を目覚めさせた。
オリヴィア・ニュートン・アインシュタイン
英語が話せないオリヴィアに代わって英語スピーチコンテストに出場させるために華子の祖父と前多が製作したアンドロイド。
オリヴィアに似せて作られてはいるが、顔に関しては華子の祖父の秘蔵コレクションの顔をスキャンして貼り付けて有るだけの雑な作りである。
英語は話せるが淫語しかインプットされていないために発言は極めて下品で、スピーチコンテストに出場させられるような代物では無かった。
後に改良され虹彩が綺麗になり、表情豊かになったが、それ以外はゲゲゲの鬼太郎のオープニングテーマを下品な歌詞に替えて歌う無駄な機能が追加されただけだった。
前多曰く、アンドロイドの自意識を測定するためにわざと感情の起伏を激しく設定してあるらしい。

## 書誌情報
- 涼川りん 『あそびあそばせ』 白泉社〈ジェッツコミックス（第1巻）・ヤングアニマルコミックス（第2巻以降）〉、全15巻
  1. 2016年2月29日発売[8]、ISBN 978-4-592-14179-2
  2. 2016年8月29日発売[9]、ISBN 978-4-592-14180-8
  3. 2017年2月28日発売[10]、ISBN 978-4-592-14708-4
  4. 2017年8月29日発売[11]、ISBN 978-4-592-14709-1
  5. 2018年1月26日発売[12]、ISBN 978-4-592-14710-7
  6. 2018年6月29日発売[13]、ISBN 978-4-592-16126-4
  7. 2018年12月26日発売[14]、ISBN 978-4-592-16127-1
    - 『アニメDVD付き限定版』同日発売[15]、ISBN 978-4-592-10522-0

  8. 2019年8月29日発売[16]、ISBN 978-4-592-16128-8
  9. 2020年2月28日発売[17]、ISBN 978-4-592-16129-5
  10. 2020年8月28日発売[18]、ISBN 978-4-592-16130-1
  11. 2021年2月26日発売[19]、ISBN 978-4-592-16196-7
  12. 2021年7月29日発売[20]、ISBN 978-4-592-16197-4
  13. 2022年1月28日発売[21]、ISBN 978-4-592-16198-1
  14. 2022年11月29日発売[22][5]、ISBN 978-4-592-16199-8
  15. 2022年11月29日発売[23][5]、ISBN 978-4-592-16200-1

## テレビアニメ
2018年7月から9月までAT-Xほかにて放送された。ナレーションは伊沢磨紀。本編後は人形劇「にほんのあそびをあそばせ」が設けられている。
アニメはプレスコ方式によって収録されており、原作コミックを参照しながらによる演技がなされている。また、アニメの場面転換時に、『ハクション大魔王』でも使われていた「sorekara doshitano・それからどしたの」を入れるなどのアニメ特有の演出もしている。

### スタッフ
- 原作 - 涼川りん[7]
- 監督 - 岸誠二[7]
- 副監督 - 木野目優[7]
- シリーズ構成・脚本 - 柿原優子[7]
- キャラクターデザイン・総作画監督 - 黒澤桂子[7]
- 美術 - 草薙[7]
- 美術監督 - 海野有希
- 美術設定 - 須江信人、志和史織
- 色彩設計 - 伊東さき子
- 撮影監督 - 近藤慎与
- 編集 - 坂本雅紀
- 音響監督 - 飯田里樹[7]
- 音楽 - 甲田雅人[7]
- 音楽制作 - KADOKAWA
- 音楽プロデューサー - 竹山沙織
- プロデューサー - 田中翔、山田茂樹、飯塚彩、木村香織、尾形光広
- アニメーションプロデューサー - 比嘉勇二[7]
- アニメーション制作 - Lerche[7]
- 製作 - 「あそびあそばせ」製作委員会

### 主題歌
「スリピス」
オープニングテーマ。作詞・作曲・編曲はタナカ零、歌は本田華子（木野日菜）、オリヴィア（長江里加）、野村香純（小原好美）。
「インキャインパルス」
エンディングテーマ。作詞はミズノゲンキ、作曲・編曲は睦月周平、歌は本田華子（木野日菜）、オリヴィア（長江里加）、野村香純（小原好美）feat. Ikepy & KSKN。

### 各話リスト
| 話数   | サブタイトル                                | 絵コンテ   | 演出       | 作画監督                                                                                           |
| ------ | ------------------------------------------- | ---------- | ---------- | -------------------------------------------------------------------------------------------------- |
| 第1話  | CONTENTS1 等価交換                          | 木野目優   | 大矢雄嗣   | 山田勝 樋口博美 藤田亜耶乃                                                                         |
| 第1話  | CONTENTS2 チープなスリル                    | 木野目優   | 大矢雄嗣   | 山田勝 樋口博美 藤田亜耶乃                                                                         |
| 第1話  | CONTENTS3 遊び人                            | 木野目優   | 大矢雄嗣   | 山田勝 樋口博美 藤田亜耶乃                                                                         |
| 第1話  | CONTENTS4 優しい変態                        | 木野目優   | 大矢雄嗣   | 山田勝 樋口博美 藤田亜耶乃                                                                         |
| 第2話  | CONTENTS5 暇つぶし                          | 木野目優   | 間島崇寛   | 堀江由美 山内大輔 樋口博美 河野のぞみ                                                              |
| 第2話  | CONTENTS6 友情ゲーム                        | 木野目優   | 間島崇寛   | 堀江由美 山内大輔 樋口博美 河野のぞみ                                                              |
| 第2話  | CONTENTS7 魔女裁判                          | 木野目優   | 間島崇寛   | 堀江由美 山内大輔 樋口博美 河野のぞみ                                                              |
| 第2話  | CONTENTS8 ノンタイトルマッチ                | 木野目優   | 間島崇寛   | 堀江由美 山内大輔 樋口博美 河野のぞみ                                                              |
| 第3話  | CONTENTS9 絶対に負けられない戦い            | 木野目優   | 鈴木卓夫   | 堀江由美 山田勝 岩佐とも子 樋口博美 横森千恵 河野のぞみ 藤田亜耶乃                                 |
| 第3話  | CONTENTS10 操り人形                         | 木野目優   | 鈴木卓夫   | 堀江由美 山田勝 岩佐とも子 樋口博美 横森千恵 河野のぞみ 藤田亜耶乃                                 |
| 第3話  | CONTENTS11 命懸け                           | 木野目優   | 鈴木卓夫   | 堀江由美 山田勝 岩佐とも子 樋口博美 横森千恵 河野のぞみ 藤田亜耶乃                                 |
| 第4話  | CONTENTS12 下半身からビーム                 | 木野目優   | 柴田裕介   | 堀江由美 山田勝 岩佐とも子 樋口博美 横森千恵 河野のぞみ 藤田亜耶乃                                 |
| 第4話  | CONTENTS13 目クソ鼻クソ                     | 木野目優   | 柴田裕介   | 堀江由美 山田勝 岩佐とも子 樋口博美 横森千恵 河野のぞみ 藤田亜耶乃                                 |
| 第4話  | CONTENTS14 不法占拠                         | 木野目優   | 柴田裕介   | 堀江由美 山田勝 岩佐とも子 樋口博美 横森千恵 河野のぞみ 藤田亜耶乃                                 |
| 第4話  | CONTENTS15 尻遊び                           | 木野目優   | 柴田裕介   | 堀江由美 山田勝 岩佐とも子 樋口博美 横森千恵 河野のぞみ 藤田亜耶乃                                 |
| 第5話  | CONTENTS16 悪魔的センス                     | 木野目優   | 木村真一郎 | 堀江由美、小沼克介 山田勝、岩佐とも子 樋口博美、横森千恵 藤田亜耶乃                                |
| 第5話  | CONTENTS17 誘導尋問                         | 木野目優   | 木村真一郎 | 堀江由美、小沼克介 山田勝、岩佐とも子 樋口博美、横森千恵 藤田亜耶乃                                |
| 第5話  | CONTENTS18 前多の呪い                       | 木野目優   | 木村真一郎 | 堀江由美、小沼克介 山田勝、岩佐とも子 樋口博美、横森千恵 藤田亜耶乃                                |
| 第5話  | CONTENTS19 性教育                           | 木野目優   | 木村真一郎 | 堀江由美、小沼克介 山田勝、岩佐とも子 樋口博美、横森千恵 藤田亜耶乃                                |
| 第6話  | CONTENTS20 アスタリスク                     | 木野目優   | 真野玲     | 黒澤桂子、堀江由美 小沼克介、小野木三斉 山田勝、岩佐とも子 樋口博美、横森千恵                      |
| 第6話  | CONTENTS21 テスト勉強                       | 木野目優   | 真野玲     | 黒澤桂子、堀江由美 小沼克介、小野木三斉 山田勝、岩佐とも子 樋口博美、横森千恵                      |
| 第6話  | CONTENTS22 イメチェン                       | 木野目優   | 真野玲     | 黒澤桂子、堀江由美 小沼克介、小野木三斉 山田勝、岩佐とも子 樋口博美、横森千恵                      |
| 第6話  | CONTENTS23 激闘、再び                       | 木野目優   | 真野玲     | 黒澤桂子、堀江由美 小沼克介、小野木三斉 山田勝、岩佐とも子 樋口博美、横森千恵                      |
| 第7話  | CONTENTS24 怪盗・あそ研                     | 木野目優   | 浜田将太   | 黒澤桂子 樋口博美 岩佐とも子 小野木三斉 藤田亜耶乃 小沼克介 堀江由美 山田勝                        |
| 第7話  | CONTENTS25 恐怖の女                         | 木野目優   | 浜田将太   | 黒澤桂子 樋口博美 岩佐とも子 小野木三斉 藤田亜耶乃 小沼克介 堀江由美 山田勝                        |
| 第7話  | CONTENTS26 電波でGO                         | 木野目優   | 浜田将太   | 黒澤桂子 樋口博美 岩佐とも子 小野木三斉 藤田亜耶乃 小沼克介 堀江由美 山田勝                        |
| 第7話  | CONTENTS27 おっぱいの悲劇                   | 木野目優   | 浜田将太   | 黒澤桂子 樋口博美 岩佐とも子 小野木三斉 藤田亜耶乃 小沼克介 堀江由美 山田勝                        |
| 第8話  | CONTENTS28 バイキン、ゲットだぜ             | 木野目優   | 間島崇寛   | 黒澤桂子 樋口博美 岩佐とも子 小野木三斉 藤田亜耶乃 小沼克介 堀江由美 山田勝                        |
| 第8話  | CONTENTS29 神の啓示                         | 木野目優   | 間島崇寛   | 黒澤桂子 樋口博美 岩佐とも子 小野木三斉 藤田亜耶乃 小沼克介 堀江由美 山田勝                        |
| 第8話  | CONTENTS30 魔のスゴロク                     | 木野目優   | 間島崇寛   | 黒澤桂子 樋口博美 岩佐とも子 小野木三斉 藤田亜耶乃 小沼克介 堀江由美 山田勝                        |
| 第9話  | CONTENTS31 エセ外国人の悩み                 | 木野目優   | 鈴木芳成   | 黒澤桂子、樋口博美 岩佐とも子、小沼克介 堀江由美、山縣クリカ                                       |
| 第9話  | CONTENTS32 ダッチなワイフ                   | 木野目優   | 鈴木芳成   | 黒澤桂子、樋口博美 岩佐とも子、小沼克介 堀江由美、山縣クリカ                                       |
| 第9話  | CONTENTS33 遺伝子操作                       | 木野目優   | 鈴木芳成   | 黒澤桂子、樋口博美 岩佐とも子、小沼克介 堀江由美、山縣クリカ                                       |
| 第10話 | CONTENTS34 心がぴょんぴょん                 | 木野目優   | 柴田裕介   | 黒澤桂子、樋口博美 岩佐とも子、小沼克介 練馬ネリ、堀江由美 山田勝、藤田亜耶乃                      |
| 第10話 | CONTENTS35 華子のハレンチ裁判               | 木野目優   | 柴田裕介   | 黒澤桂子、樋口博美 岩佐とも子、小沼克介 練馬ネリ、堀江由美 山田勝、藤田亜耶乃                      |
| 第10話 | CONTENTS36 ティンPOの秘密                   | 木野目優   | 柴田裕介   | 黒澤桂子、樋口博美 岩佐とも子、小沼克介 練馬ネリ、堀江由美 山田勝、藤田亜耶乃                      |
| 第10話 | CONTENTS37 映画制作                         | 木野目優   | 柴田裕介   | 黒澤桂子、樋口博美 岩佐とも子、小沼克介 練馬ネリ、堀江由美 山田勝、藤田亜耶乃                      |
| 第11話 | CONTENTS38 さよなら生徒会長                 | 木野目優   | 佐々木純人 | 黒澤桂子、樋口博美 岩佐とも子、小沼克介 小野木三斉、堀江由美 山田勝、藤田亜耶乃                    |
| 第11話 | CONTENTS39 オカケン・ウィッチ・プロジェクト | 木野目優   | 佐々木純人 | 黒澤桂子、樋口博美 岩佐とも子、小沼克介 小野木三斉、堀江由美 山田勝、藤田亜耶乃                    |
| 第11話 | CONTENTS40 顔面凶器                         | 木野目優   | 佐々木純人 | 黒澤桂子、樋口博美 岩佐とも子、小沼克介 小野木三斉、堀江由美 山田勝、藤田亜耶乃                    |
| 第12話 | CONTENTS41 ダニエル                         | 木野目優   | 浜田将太   | 黒澤桂子、樋口博美 岩佐とも子、小沼克介 山本由美子、河田泉 小野木三斉、堀江由美 山田勝、藤田亜耶乃 |
| 第12話 | CONTENTS42 ブラ会議                         | 木野目優   | 浜田将太   | 黒澤桂子、樋口博美 岩佐とも子、小沼克介 山本由美子、河田泉 小野木三斉、堀江由美 山田勝、藤田亜耶乃 |
| 第12話 | CONTENTS43 メルヘン・バトルロワイヤル       | 木野目優   | 浜田将太   | 黒澤桂子、樋口博美 岩佐とも子、小沼克介 山本由美子、河田泉 小野木三斉、堀江由美 山田勝、藤田亜耶乃 |
| 第12話 | CONTENTS44 紙のみぞ戦争                     | 木野目優   | 浜田将太   | 黒澤桂子、樋口博美 岩佐とも子、小沼克介 山本由美子、河田泉 小野木三斉、堀江由美 山田勝、藤田亜耶乃 |
| OVA1   | CONTENTS45 おとうと                         | 瀬村俊一郎 | 間島崇寛   | 樋口博美、藤田亜耶乃 堀江由美、平山寛菜                                                            |
| OVA2   | CONTENTS46 アームストロング                 | 瀬村俊一郎 | 間島崇寛   | 樋口博美、小野木三斉                                                                               |
| OAD    | CONTENTS EX1 コスプレ大会                   | 瀬村俊一郎 | 間島崇寛   | 樋口博美、岩佐とも子 山本由美子、小野木三斉                                                        |
| OAD    | CONTENTS EX2 大人の私へ                     | 瀬村俊一郎 | 間島崇寛   | 樋口博美、岩佐とも子 山本由美子、小野木三斉                                                        |

### 放送局
| 放送期間                | 放送時間                     | 放送局     | 対象地域 | 備考                                 |
| ----------------------- | ---------------------------- | ---------- | -------- | ------------------------------------ |
| 2018年7月8日 - 9月23日  | 日曜 21:00 - 21:30           | AT-X       | 日本全域 | 製作参加 / CS放送 / リピート放送あり |
|                         | 日曜 23:30 - 月曜 0:00       | TOKYO MX   | 東京都   |                                      |
|                         |                              | KBS京都    | 京都府   |                                      |
| 2018年7月9日 - 9月24日  | 月曜 1:00 - 1:30（日曜深夜） | BS11       | 日本全域 | BS放送 / 『ANIME+』枠                |
| 2018年7月11日 - 9月26日 | 水曜 1:30 - 2:00（火曜深夜） | サンテレビ | 兵庫県   |                                      |
|                         | 水曜 1:35 - 2:05（火曜深夜） | テレビ愛知 | 愛知県   |                                      |

| 配信開始日    | 配信時間           | 配信サイト |
| ------------- | ------------------ | --- |
| 2018年7月8日  | 日曜 23:00 - 23:30 | AbemaTV Abemaアニメチャンネル |
| 2018年7月16日 | 月曜 更新          | dアニメストア ニコニコチャンネル GYAO! Rakuten TV ひかりTV バンダイチャンネル Hulu U-NEXT アニメ放題 J:COMオンデマンド ビデオパス Amazonプライム・ビデオ DMM.com ムービーフルPlus HAPPY!動画 あにてれ |

### BD / DVD
| 巻 | 発売日         | 収録話                | 規格品番   | 規格品番   |
| 巻 | 発売日         | 収録話                | BD         | DVD        |
| -- | -------------- | --------------------- | ---------- | ---------- |
| 1  | 2018年9月26日  | 第1話 - 第3話         | ZMXZ-12501 | ZMBZ-12511 |
| 2  | 2018年10月24日 | 第4話 - 第6話         | ZMXZ-12502 | ZMBZ-12512 |
| 3  | 2018年11月28日 | 第7話 - 第9話、OVA1   | ZMXZ-12503 | ZMBZ-12513 |
| 4  | 2018年12月21日 | 第10話 - 第12話、OVA2 | ZMXZ-12504 | ZMBZ-12514 |

### Webラジオ
2018年7月3日から10月9日にかけて、Webラジオ『あそびあそばせらじお おききあそばせ』が隔週火曜日に音泉にて配信された。全8回。パーソナリティは木野日菜（本田華子 役）、長江里加（オリヴィア 役）、小原好美（野村香純 役）。
　ゲスト
- 第3回(2018年7月31日)  ゲスト 前川涼子
- 第6回(2018年9月11日)  ゲスト 戸田めぐみ
- 第7回(2018年9月21日)  ゲスト 置鮎龍太郎